# 西深高速动车组列车
西深高速动车组列车是中国铁路运行于陕西省省会西安市西安北站及广东省深圳市深圳北站的高速动车组列车，现合计开行3对列车。其中G844/1、G830/1次列车由广州局集团长沙客运段担当，其余列车均由西安局集团西安客运段担当。

## 历史

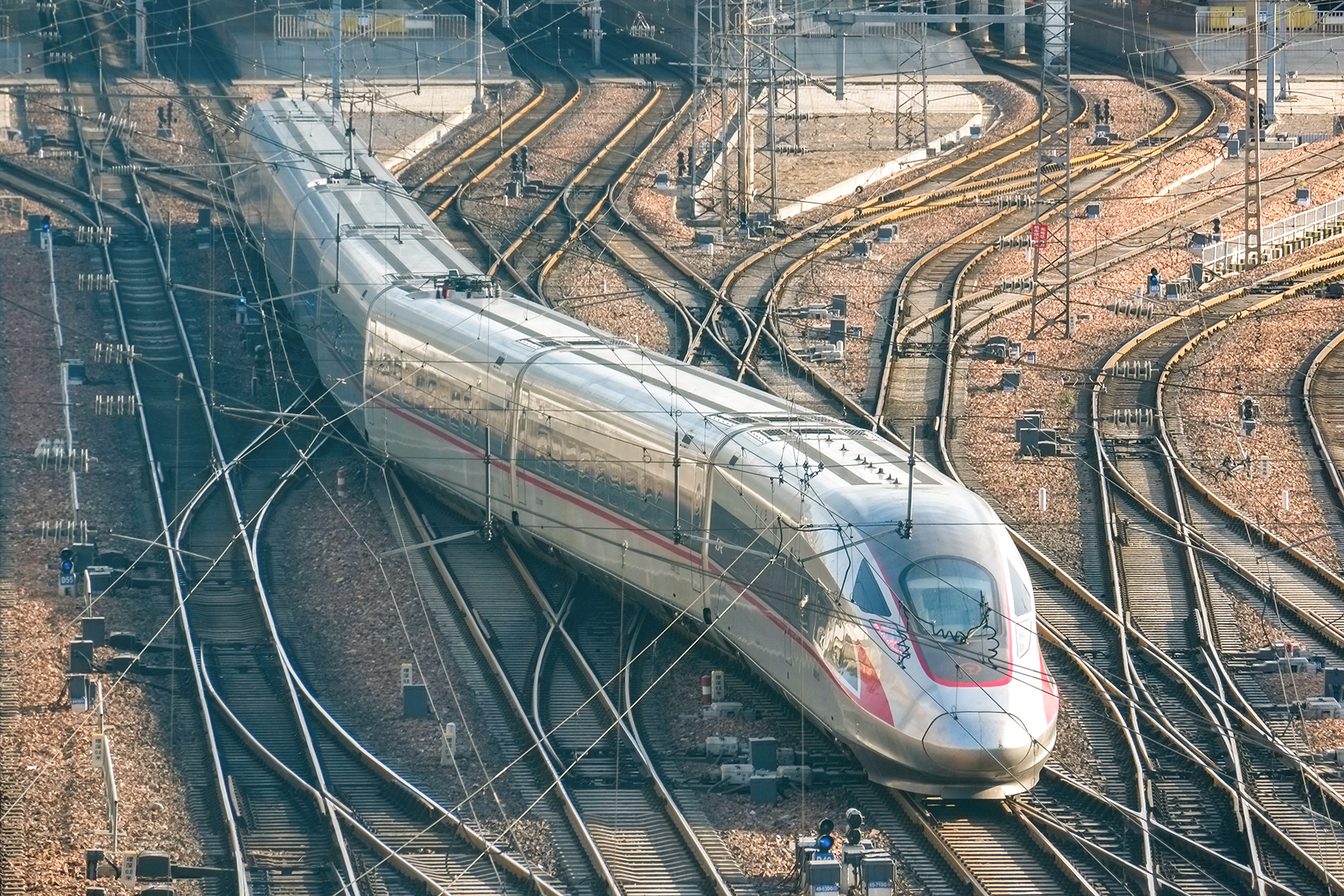
复兴号CR400AF型电力动车组担当的G842次列车驶入郑州站

- 2012年9月28日，因应京广高速铁路郑州至武汉段开通，「西深高速动车组列车」启行，每天从西安北站及深圳北站各发出一趟列车；西安北站发车时间为11:45(G824/821次)，深圳北站发车时间为09:15(G822/823次)。全程票价为二等座人民币891元，一等座人民币1404元。[1]
- 2013年12月28日起，因應全國鐵路調圖，「西深高速动车组列车」加開一對列車，往深圳(G828/825次)，往西安(G818/819次)，原車次G828/825次改为G824/821次；原G824/1次车次改为G820/17次。[2]
- 2022年1月10日起，原西安北~安庆G3158/3155、G3156/3157次、西安北—广州南G98/95次计1.5对列车延长至深圳北站始发终到[3]。
- 2022年6月20日，配合京广高铁北段运行图重排，重新安排西安北~深圳北G816/813、G830/831次、G828/825、G826/827次、G832/829、G822/823次、G824/821次列车3.5对。经由京港高铁的G3158/3155、G3156/3157次不作任何变动。
- 待查，原西安北~深圳北G813/816次计1对列车改為蘭州蘭州西站始发，廣州南站终到。
- 待查，原蘭州西站~廣州南G844/841次计1对列车改為西安北站始发，深圳北终到。
- 2025年1月5日起，原西安北~深圳北G828/825、G826/827次计1对列车延长至香港西九龍站始发终到。[4]
- 2025年7月1日起，配合全國調路調圖，原西安北~深圳北G822/3次調整為G846/7次，全程行車時間由10小時1分縮短至9小時28分，原西安北~深圳北G824/821次調整為G837/40次，全程行車時間由10小時5分縮短至9小時35分。而G3158/5、G3156/7次列车，从深圳北站改为深圳站始发。

## 使用列车
G834/835、G832/829次、G840/837、G846/847次列车使用配属西安局集团西安北动车运用所的CRH380AL；G844/813、G830/831次使用配属广州局集团长沙南动车运用所的CR400AF-A；G3158/3155、G3156/3157次列车使用配属西安局集团西安北动车运用所的CRH380B。